# IPv4
IPv4 er version 4 af den såkaldte Internetprotokol (IP). Det var den første version af denne protokol der blev udbredt i stort omfang, og er basis for vores nuværende Internet.
Den er beskrevet i IETF RFC 791, som første gang blev udgivet i September, 1981.
IPv4 benytter 32-bit adresser, hvilket begrænser den til 4.294.967.296 unikke adresse, hvoraf mange er reserverede til specielle formål, såsom lokale netværks- (LAN) eller multicast-adresser. Dette reducerer antallet af adresser der kan allokeres som offentlige internetadresser. Yderligere er store blokke så som 1.0.0.0/8 ubrugelige grundet store mængder støj fra blandt andet IP-telefoni.
Det globale internet register Internet Assigned Numbers Authority (IANA) uddeler adresser til fem regionale registre. Den 1. februar 2011 blev sidste gang IANA lavede en uddeling som gik til det regionale register APNIC. IANA har herefter ikke flere IP adresser at dele ud af. APNIC fortsætter med at uddele adresser i op til 6 måneder og går herefter over til et hver internetudbyder kun kan få tildelt én blok på 1024 adresser.
D. 15 April 2011 løb Asiens internetregister (APNIC) som den første, tør for IPv4 adresser. I denne forbindelse, har man meldt ud at man vil 'rationere' adresserne mellem de forskellige udbydere.
I Danmark får vi adresser fra det regionale register RIPE, som har en tilsvarende regel.
I fremtiden forventes det at internettet skiftes til at bruge afløseren for IPv4: IPv6.

## IPv4 adressefremstillinger
IPv4 adresser er normalt angivet i "dotted notation", som i dette eksempel: 207.142.131.235.
Det er dog også muligt at angive en adresse i følgende formater:
| Punkteret Decimal (normal) | 207.142.131.235     |
| Punkteret Hexadecimal      | 0xCF.0x8E.0x83.0xEB |
| Punkteret Oktal            | 0317.0216.0203.0353 |
| Decimal                    | 3482223595          |
| Hexadecimal                | 0xCF8E83EB          |